# 木原明
木原 明（きはら あきら、1935年 - 2024年6月22日）は、日本のたたら製鉄職人、元日立製作所・プロテリアル安来工場職員。

## 生涯
1935年に山口県宇部市で生まれた。高校を卒業したあと、安来市にある現在のプロテリアル安来工場に入社。
1977年にはそれまで途絶えていた「たたら製鉄」の復活に携わり、1986年に国の「選定保存技術保持者」に認定されると、たたら製鉄を行う奥出雲町の製鉄所の操業責任者「村下」に就任して、製造した日本刀の材料となる鉄・玉鋼を全国の刀匠に届けてきた。
2004年には「現代の名工」にも選ばれ、「たたら製鉄」を担う後進の育成にも力を入れてきた。
プロテリアル安来工場によると、2024年6月22日、奥出雲町にある病院で死去。88歳没。